# Il marchese di Villemer
Il marchese di Villemer (Le Marquis de Villemer) è un romanzo della scrittrice francese George Sand, pubblicato nel 1860. Dal romanzo l'autrice ha tratto nel 1864 una commedia omonima in quattro atti, che ebbe tra gli interpreti Sarah Bernhardt. La commedia è stata tradotta in italiano nel 1864.

## Trama
Carolina ha ventiquattro anni e nessuna prospettiva di sposarsi, quando viene assunta dalla Marchesa di Villemer, su raccomandazione di una compagna di collegio, ora signora d'Arglade. Le qualità della giovane soddisfano pienamente le esigenze della signora, ma Carolina è stata messa in guardia nei confronti del figlio maggiore, il duca d'Aléria, noto per la sua sventatezza. Quando Carolina conosce lui e il fratello, non dà confidenza, ma una notte, mentre tutti si trovano in campagna, sentendo dei rumori sospetti, comprende che c'è bisogno di assistenza per il marchese Urbano. La giovane  chiede l'intervento del duca e, quando il marchese si è ripreso, i due lo lasciano e ritornano ciascuno alla propria stanza. Ma una persona maldisposta li ha visti: è Leonia d'Arglade, ospite temporanea della marchesa.
Da tempo il duca ha dissipato la propria sostanza. La madre lo ha sempre scusato, fino al giorno in cui solo l'intervento del marchese ha potuto onorare i debiti del fratello, rimettendoci quasi tutto il patrimonio ereditato dal padre. I due fratelli hanno una spiegazione tranquilla e affettuosa: si dichiarano solidarietà e prudenza per il futuro. Inoltre Villemer confessa che, sotto la sua apparente perfezione, c'è un segreto poco edificante: egli ha avuto un bimbo da un'amante che è morta e lo sta allevando in un luogo lontano. Quando una cara amica della Marchesa propone un matrimonio tra la sua figlioccia Diana e il marchese, la madre si attacca a questa idea, sperando che il suo figlio più serio trovi una sistemazione atta a ripagarlo per i sacrifici fatti. Però il marchese si è nel frattempo innamorato di Carolina e ha preso a proteggerne la sorella e i bambini per amore dei quali Carolina si adatta a lavorare.
Per obbedienza alla madre, il marchese si reca con il fratello a conoscere la futura fidanzata, convinto però a rifiutarla e rimanere celibe. Avviene invece che la sedicenne Diana si invaghisca del duca e non intenda sposare altri che lui. La soluzione rallegra la marchesa, perché vede la futura nuora prendere tutte le precauzioni per assicurarsi che il duca non dilapiderà anche le sue sostanze; il marchese rientra in possesso del suo patrimonio e tutti, compresa Carolina, si stabiliscono in una dimora signorile adatta al loro rango. Tuttavia la rinnovata fortuna del marchese ha suscitato l'invidia della signora d'Arglade, ora vedova e ancor giovane: la donna concepisce un piano per sposare il marchese (che non le va a genio), per il titolo nobiliare che a lei manca. Rendendosi conto che Urbano è innamorato di Carolina ed è libero di sposarla, se lo vuole, la d'Arglade non esita a calunniare Carolina presso la marchesa, dicendo che è stata certamente amante del duca e che lei li ha visti in giardino la notte in cui erano in campagna.
Tra la marchesa e Carolina c'è un dialogo che offende moltissimo la giovane, la quale non vuole approfondire di che cosa la si sospetti e fugge. Dapprima raggiunge la sorella Camilla, poi si reca in un luogo di montagna, dove vive la sua balia Giustina con la famiglia. Qui si nasconde fino al giorno in cui conosce un bimbetto, Didier, e apprende che è allevato per conto del padre, un signore inglese. Una catena di circostanze porta la giovane, già affezionata al fanciullo, a doversi guardare dal padre, quando scopre che egli è il marchese. Ma, per quanto scappi, portata attraverso i monti dal marito di Giustina, si è accorta che il marchese è sulle loro tracce e rischia di morire, mentre li segue a piedi nella bufera. Nonostante i richiami all'onore di Peyraque, Carolina ormai non può più respingere l'amore del marchese, che ora è pronta a ricambiare.
Nel frattempo, il duca e Diana hanno costretto Leonia d'Arglade a confessare le sue calunnie e si rivolgono alla madre per farle accettare la nuova situazione. Molto in pena per il marchese e pentita di aver sospettato a torto Carolina, la marchesa li spedisce a cercare Urbano, mentre lei scrive alla sorella di Carolina, pregandola di fare in modo che, troppo fiera, Carolina accetti di tornare e fare la felicità di tutta la famiglia. Dopo le nozze di Villemer con Carolina, le due sorelle si ricongiungono e allevano i figli, compreso Didier, in campagna.

## Personaggi
- Marchesa di Villemer, anziana gentildonna; ha avuto due matrimoni e due figli maschi.
- Duca d'Aléria (Gaetano), primogenito della Marchesa; il padre era spagnolo.
- Marchese di Villemer (Urbano), secondogenito della Marchesa.
- Carolina di Saint-Geneix, 24 anni, nobile impoverita, fa la dama di compagnia alla Marchesa, per sostenere la sorella minore, vedova con quattro bambini.
- Camilla Heudeberg, sorella minore di Carolina, due volte impoverita, prima per la rovina economica del padre, quindi per la prematura scomparsa del marito.
- Diana di Xaintrailles, 16 anni, ereditiera; nonostante l'età, è molto assennata e versata per gli affari.
- Leonia Lecomte vedova d'Arglade, già compagna di scuola di Carolina, la colloca presso la marchesa di Villemer.
- Giustina Lanion, nutrice e bambinaia di Carolina e Camilla.
- Signor Peyraque, marito di Giustina, maniscalco e veterinario, è un protestante convinto.
- Didier, bimbo di tre anni.

## Edizioni in italiano
- Giorgio Sand, Il marchese di Villemer: romanzo, traduzione di Pirro Galeotti, Milano: Sonzogno, s.d.
- George Sand, Il marchese di Villemer: romanzo, traduzione di Lina Ottino Foglino, Milano: Ed. Cavallotti, 1953
- George Sand, Il marchese di Villemer: romanzo, versione di Alessandra Bellezza Migliarini; illustrazioni di Musati, Milano: Editrice Boschi, 1957
- George Sand, Tre romanzi: Indiana; Lo stagno del Diavolo; Il marchese di Villemer, Roma: Casini, 1961
- George Sand, Lo stagno del diavolo; Il marchese di Villemer, traduzione di Sandro Cassone; introduzione di Sergio Zoppi, Firenze: Sansoni, 1966
- George Sand, Il marchese di Villemer, a cura di Valentina Bianconcini, Bologna: Capitol, 1967
- George Sand, Il marchese di Villemer, traduzione di Giuseppe Rigotti, Vicenza, Ed. Paoline, 1970